# USS Stethem (DDG-63)
El USS Stethem (DDG-63), bautizado así en honor a Robert Dean Stethem, es el 13.º destructor de la clase Arleigh Burke de la Armada de los Estados Unidos. Su nombre USS Stethem honra al steelworker Robert Dean Stethem, muerto durante el secuestro del vuelo 847 de TWA.

## Construcción
Fue construido por el Ingalls Shipbuilding de Pascagoula (Misisipi), colocándose su quilla en 1993. Fue botado el casco en 1994 y fue entregado en 1995. 

## Historial de servicio

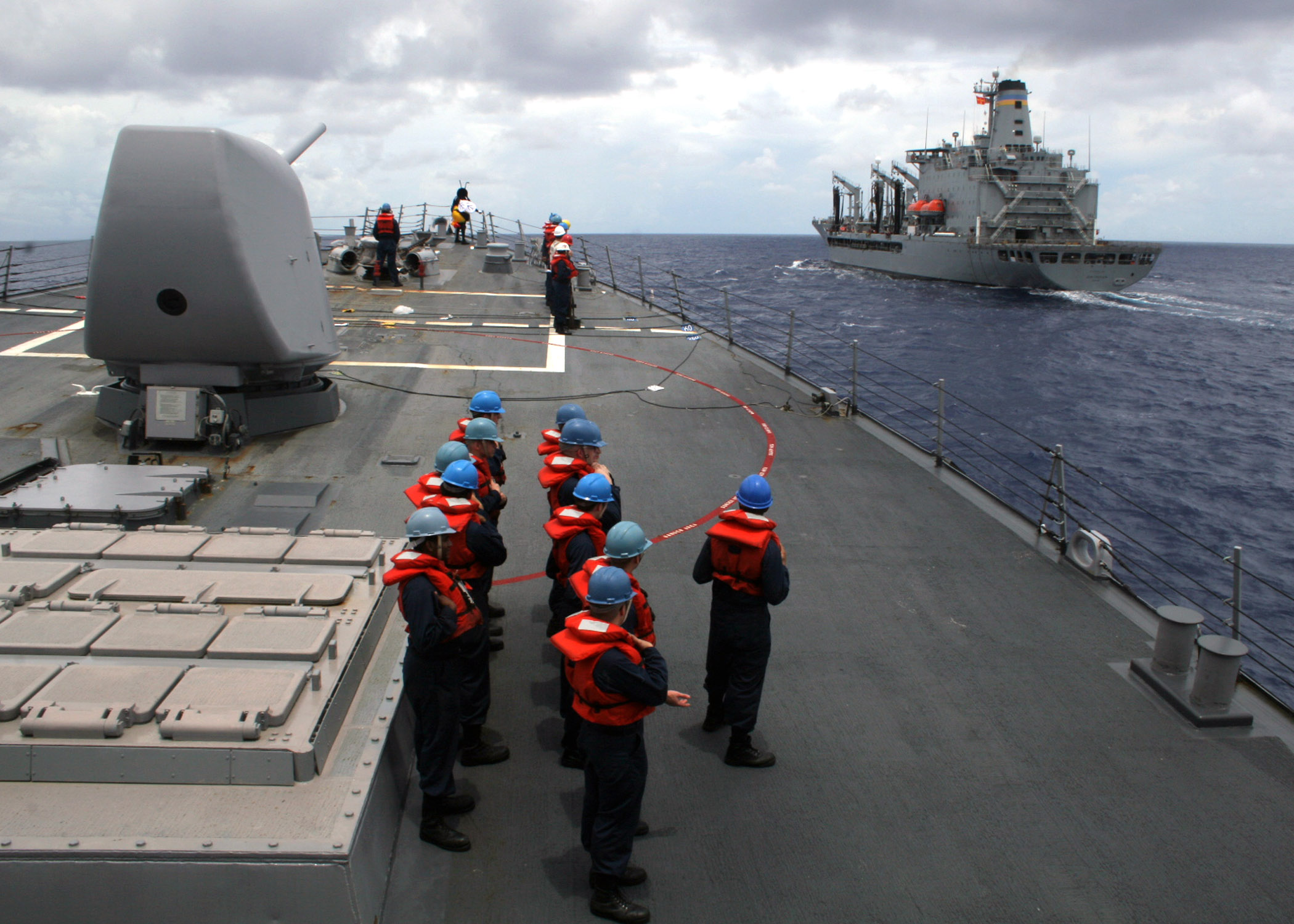
Vista de la proa del USS Stethem (DDG 63), año 2007.

El USS Stethem prestó apoyo a los grupos de batalla de portaaviones de los USS Constellation y USS John F. Kennedy durante la Operación Southern Watch en 1997.
Durante los los ataques terroristas del 11 de septiembre de 2001, el USS Stethem se unió a la Operación Noble Eagle proporcionando vigilancia aérea a la ciudad de San Diego (California).